# Эккерт, Фриц
Фриц Герман Вильхельм Эккерт (25 апреля 1852, Стокгольм — 6 марта 1920, Стокгольм) — видный шведский архитектор.

## Биография
В 1871—1878 обучался в Шведской Королевской академии свободных искусств, в 1879 г. совершил путешествие за границу.
Работал архитектором в шведской государственной службе общественного строительства, позже в 1904 г. был назначен руководителем этой службы.
С 1880 преподавал в инженерной школе-колледже искусств, ремесел и дизайна при Стокгольмском университете.
Автор многих проектов общественных и персональных зданий и сооружений в ряде городов Швеции, в том числе, нескольких кирх, королевской конюшни в Стокгольме и др.

## Здания и сооружения, построенные по проектам Ф. Эккерта

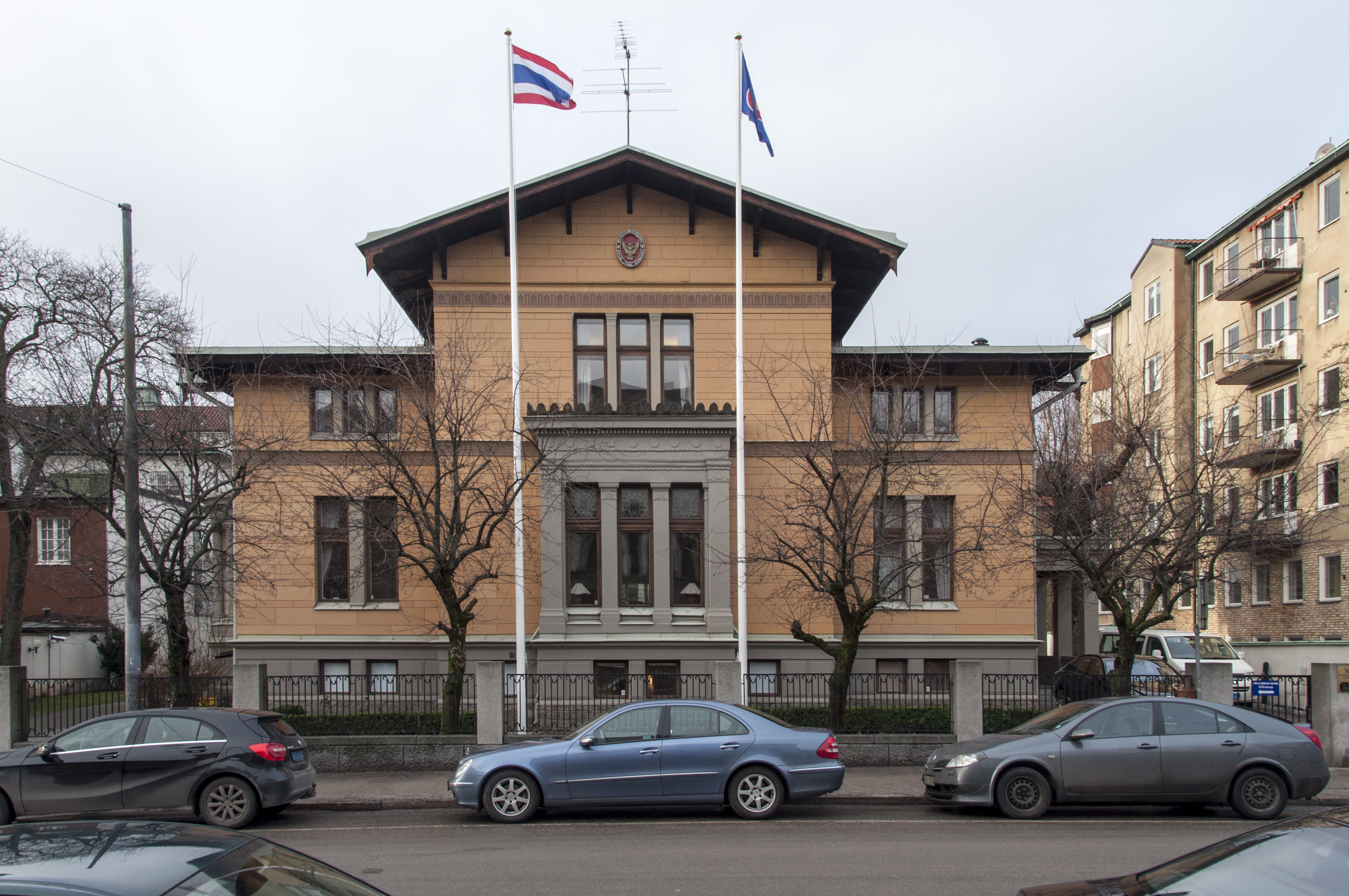
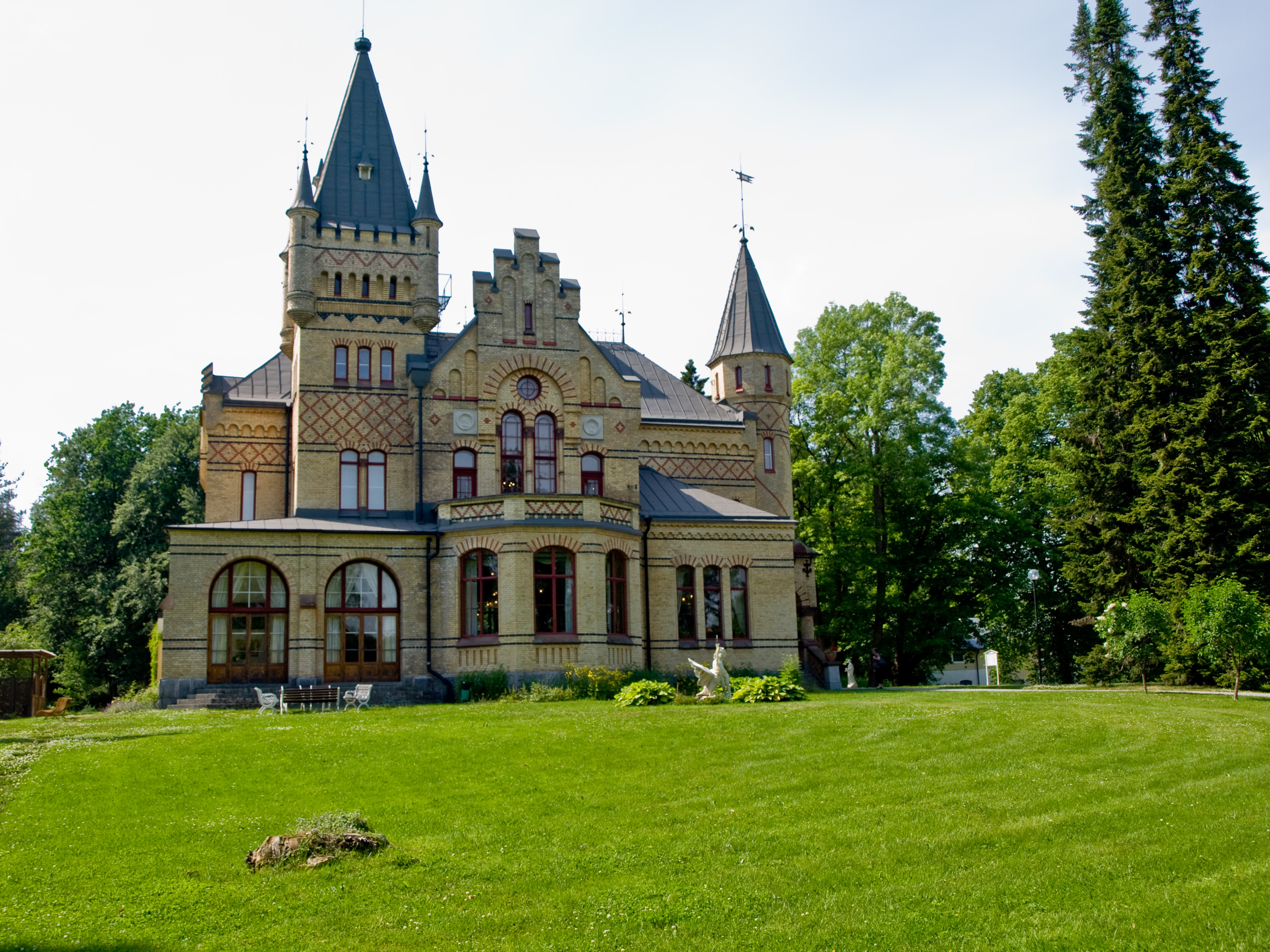
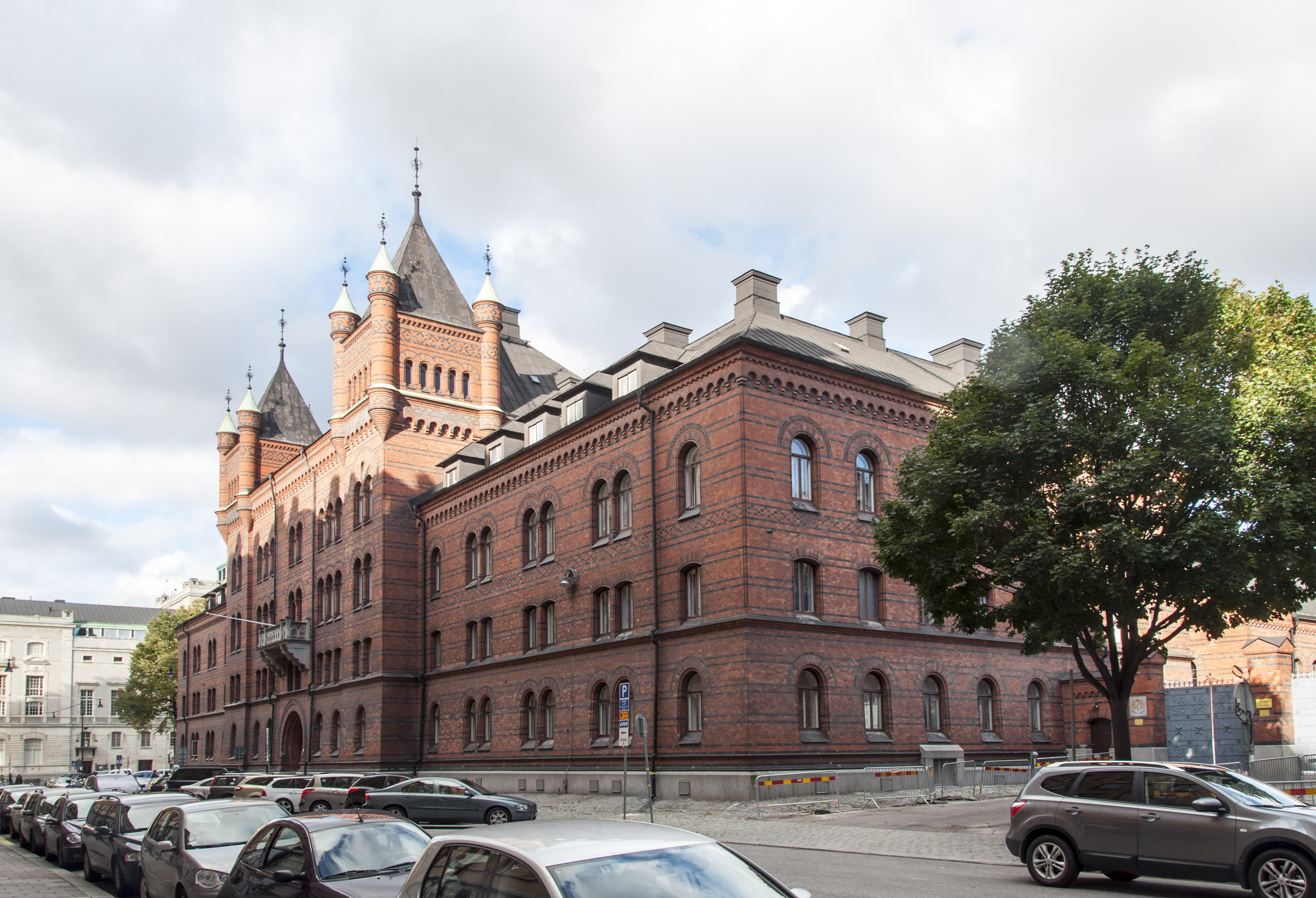
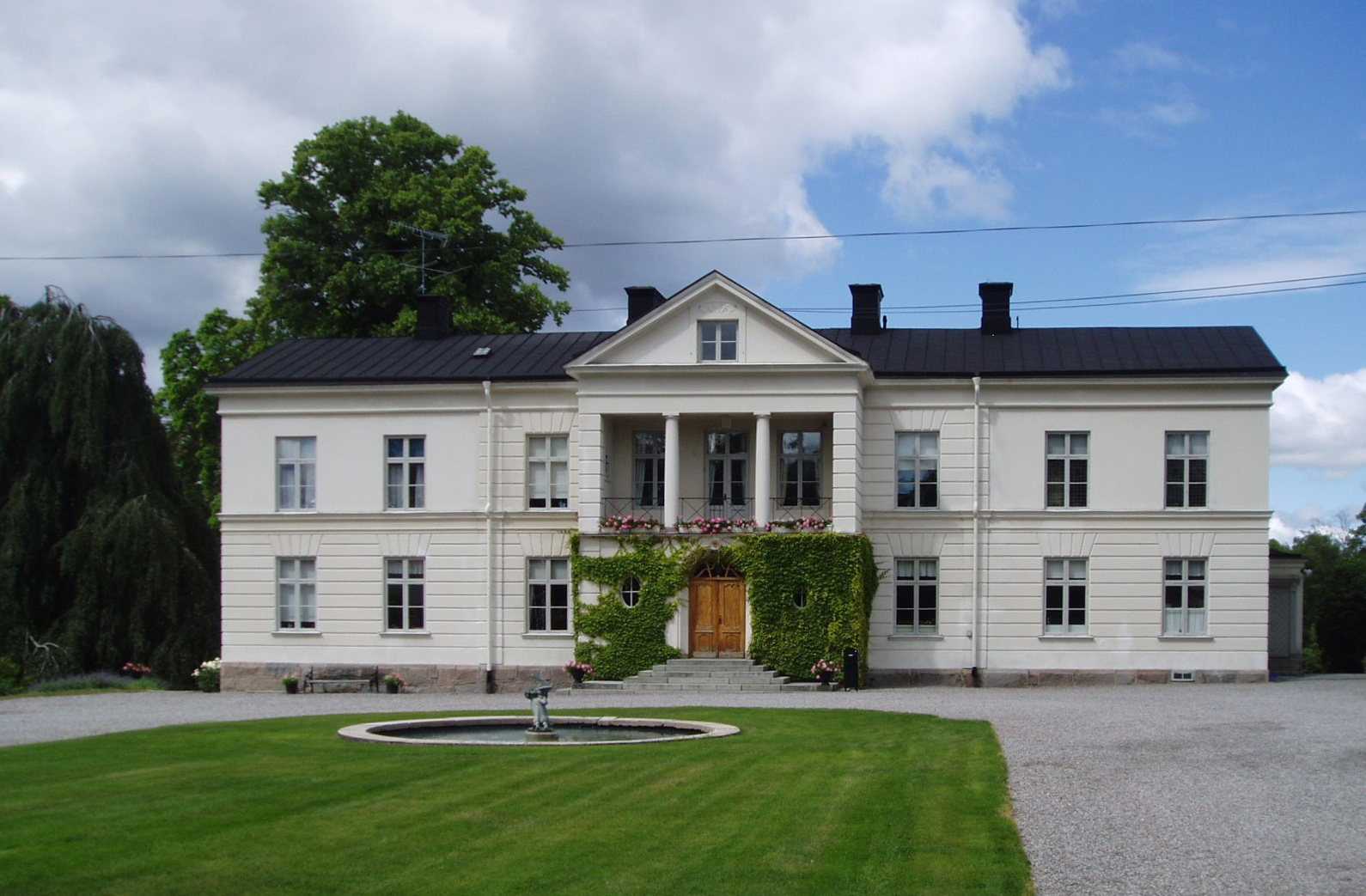
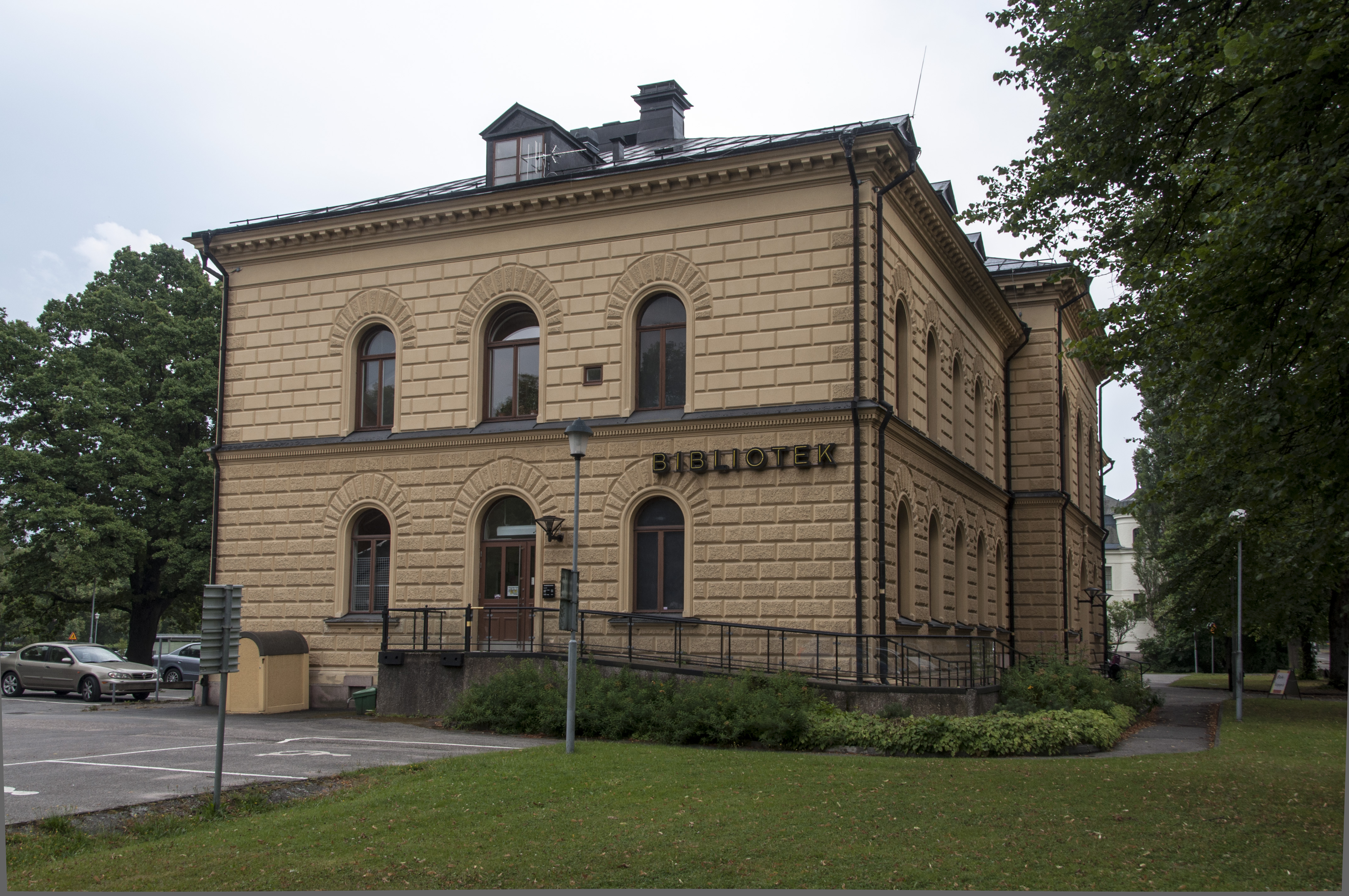
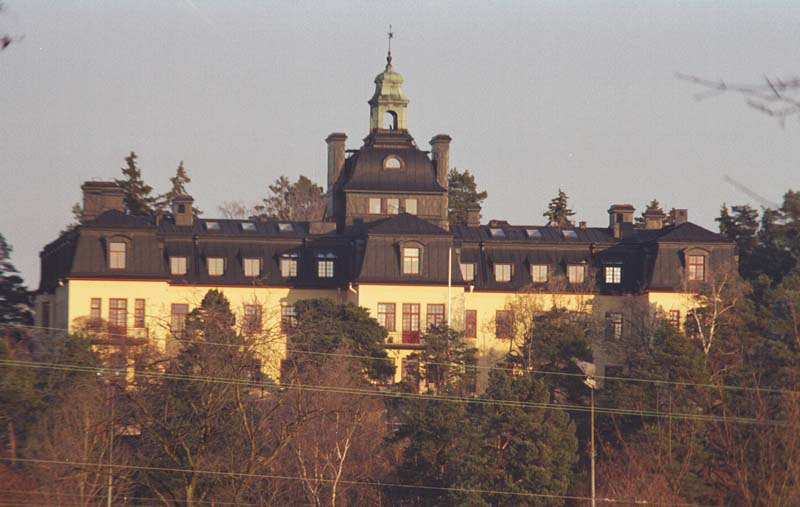
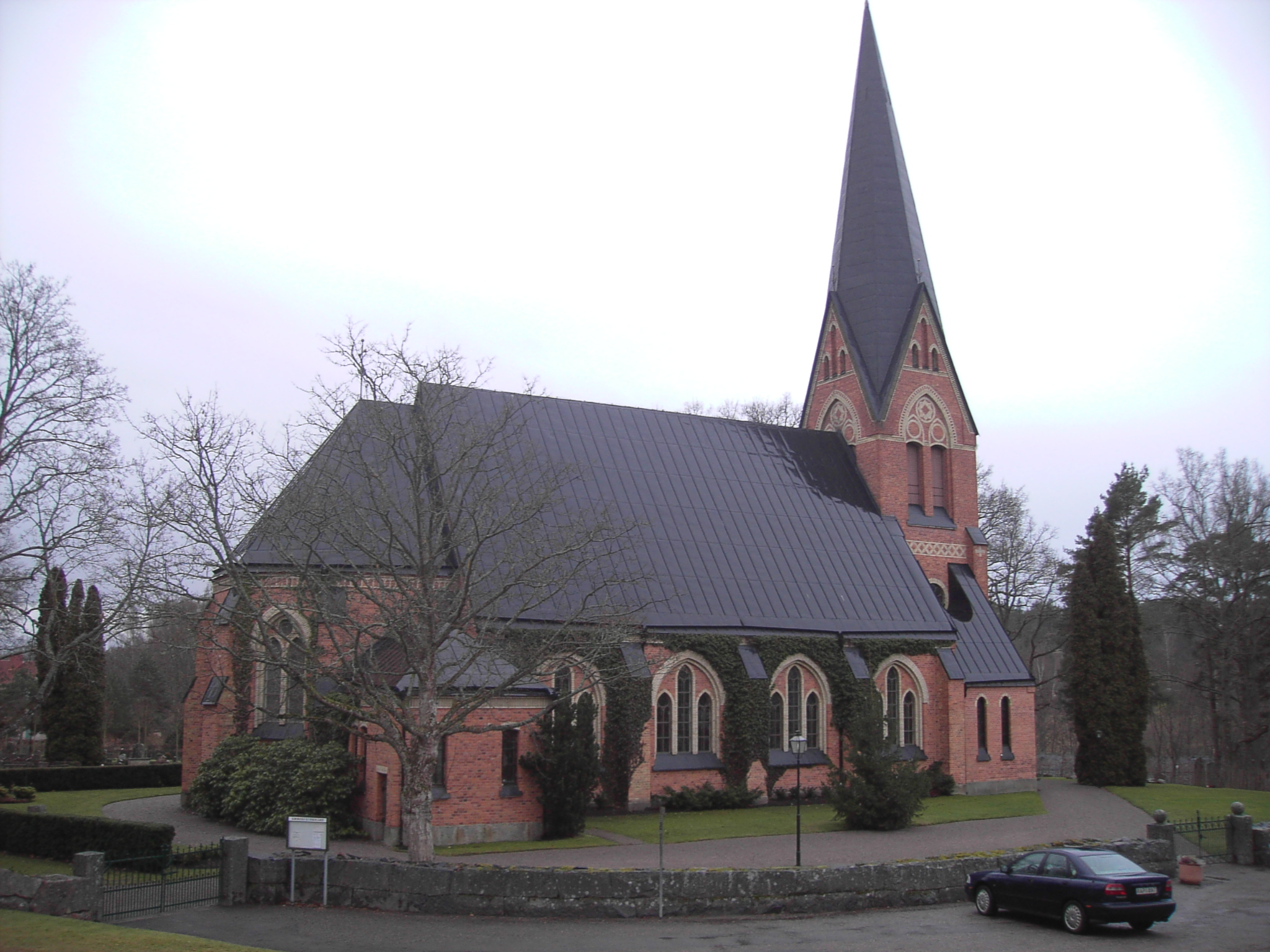
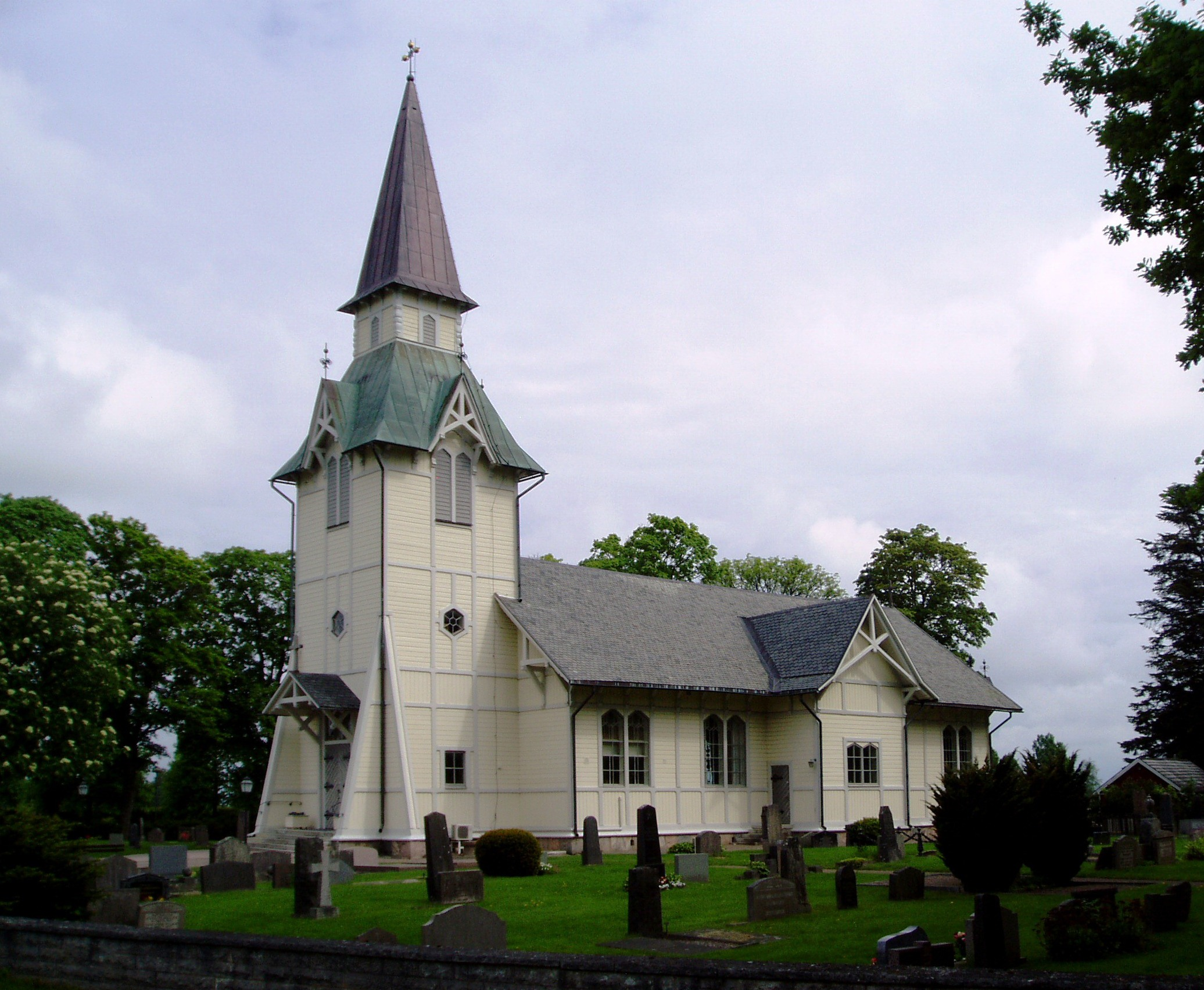
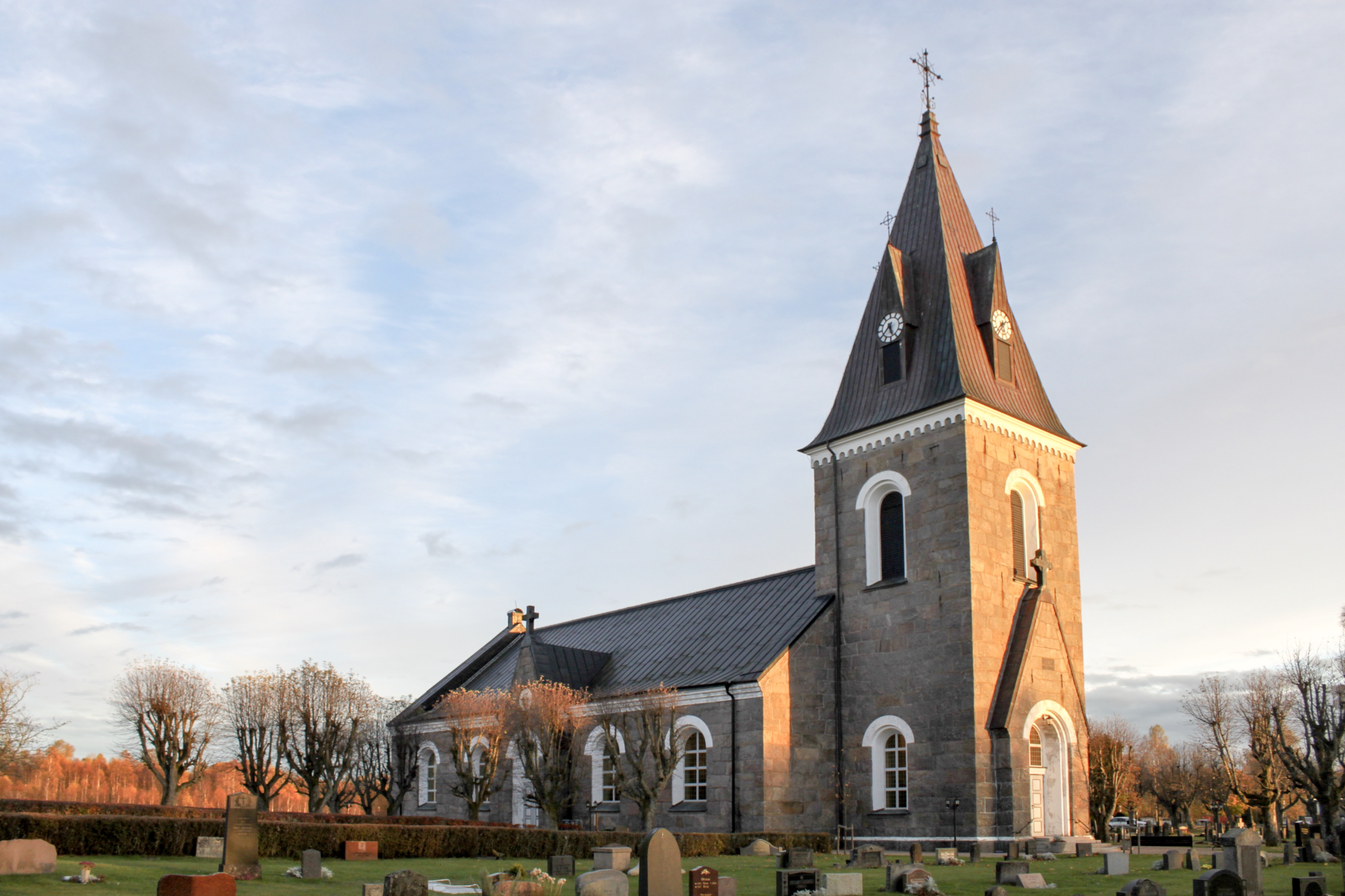